# 姜堰区
姜堰区（姜堰話：ʨiɑŋ˨˩ iɪ̃˨˩˧）位于中国江苏省中部，是泰州市下辖的一个市辖区。地跨長江三角洲和裏下河平原，東鄰海安市，南接泰興市，北毗興化市、東台市，西連泰州市海陵區、高港區。區人民政府駐三水街道上海路1號。区域总面积为927.52平方公里。

## 历史
姜堰区春秋战国时先后属吴、越、楚，秦朝时属东海郡，西汉属海陵县。汉武帝元狩六年（前117年）置海陵县，治所即今泰州市。唐高祖武德三年（620年）改海陵为吴陵，南唐元元年（937年）升为泰州，民国初年废州设泰县，县仍治今泰州市。1940年10月，泰县抗日民主政权于海安镇（今海安县城）建立，1949年5月，泰县人民政府移驻姜堰镇西郊。中华人民共和国成立后，泰县与县级泰州市两度分合，1962年1月复称泰县，县治姜堰镇。1994年撤县设市，改称姜堰市。1996年隶属新设立的地级泰州市。2012年12月，撤销姜堰市，设立泰州市姜堰区。

## 地理
姜堰位于北纬32°30′、东经120°09′，地处江苏省中部，地跨长江三角洲和里下河平原。东邻海安市、南接泰兴市，北毗兴化市、东台市，西接泰州市海陵区、高港区。
姜堰区地处江淮平原，属于北亚热带季风气候。在总计1044平方米的区域内，一大部分为低洼的湿地，水面覆盖率约15％。季风环流气候影响显著，四季分明，冬夏较长，春秋较短。常年平均气温14.5℃；年平均积温5365.6℃；年平均降水量991.7毫米，年平均雨日117天；年平均日照时数2205小时；无霜期215天。作物生长季较长，日平均气温高于10℃的作物生长期平均为223天，高于15℃喜温作物生长期172天。全年气候温暖，光照充足，雨水充沛，农业气候条件优越。

## 资源
农作物有水稻、三麦、棉花、大豆、油菜等，特色经济作物有香丝瓜、青椒、食用菌等，绿色食品有“河横大米”、“三泰酱菜”等，养殖业主产猪、羊、鸡、鹅等，水产品主要有鱼、蟹、虾等，特种养殖业有彩豚、鹌鹑、银鱼等。境内蕴藏有石油、天然气、粘土等矿产资源以及溱湖风景区的地热矿泉水等。

## 文化
姜堰自古人文荟萃。宋朝岳飞、文天祥抗金均曾驻足姜堰；明朝抗倭名将唐顺之在姜抗倭直到病逝；哲学家、“泰州学派”创始人之一王栋长期在姜讲学，其授课处“王公祠”已辟为博物馆。明代著名山水画家唐志契、其弟唐志尹、侄唐日昌均工中国画，时称“三唐”。清朝棋圣、围棋国手黄龙士引领清代围棋走向封建时代最高峰。贡生卢福保曾任台湾道台兼学政。刘荣庆、刘国庆兄弟同为武状元，时称“熙朝盛事，旷古未闻”。
姜堰在当代中国历史上是个具有特殊意义的城市。第一次国内革命战争时期红十四军在蒋垛镇建立苏中第一个苏维埃政权。抗战时期，陈毅曾驻足姜堰曲江楼，运筹黄桥战役。原隶属姜堰市的白马庙，是中国人民解放军“三野”渡江指挥部和中国人民海军诞生地。
隶属的五个乡镇在1997年被江苏省授予“群众文化先进乡镇”称号。辖区内有很多文化中心、图书馆业已建成。溱潼会船节正逐渐享誉国内外，并成为一个具有相当规模的旅游亮点。大量居民接入了有线电视和因特网。

## 交通
宁靖盐高速公路 自南向北贯穿， 328国道自西向东横跨，所有的城镇中心均已被良好的公路连接。新老通扬运河、中干河、 姜溱河、 东西黄河构成了非常优越的水路运输系统。姜堰距离附近两大中心城市南京以及上海的车程，均不足3个小时。随着宁启铁路的开通和姜堰火车站的落成，姜堰已经和南京、扬州、泰州其它区域和南通有铁路线相连。
从上海、南京去往姜堰路线:上海出发沿 沪宁高速公路-锡澄高速公路-宁靖盐高速公路；南京出发沿 328国道。

## 行政区划
姜堰区下辖4个街道办事处、10个镇：
罗塘街道、三水街道、天目山街道、梁徐街道、溱潼镇、蒋垛镇、顾高镇、大埨镇、张甸镇、淤溪镇、白米镇、娄庄镇、沈高镇、俞垛镇、溱湖风景区、林场、种猪场、林业站和渔业社。

## 人口
根據第七次全国人口普查數據，截至2020年11月1日零時，姜堰區常住人口668408人。

## 旅游

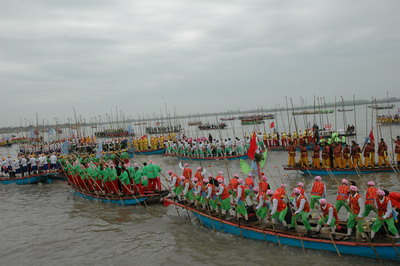
溱潼会船节盛况

### 溱潼会船节
溱潼会船节的举办时间是每年的清明节（公历4月4日到6日左右）。节日期间附近村庄和乡镇的人们都会坐船在喜鹊湖聚会玩耍几天。
江蘇姜堰溱潼会船节有"溱潼会船甲天下"的美称。溱潼会船节是国家重点旅游项目。
溱潼会船节的历史，可追溯到800多年前的南宋。南宋时期岳飞岳家军与金兵战溱湖，当地百姓在清明节撑船祭奠死将士，久而久之，便成一种水乡习俗。每年清明时节，上千船只、上万船民来此聚会，场面壮观。近年来，随着姜堰经济的发展，会船节已成文化会，也成为姜堰招商引资的经贸集会。

### 喜鹊湖
该湖由南湖、喜鹊湖和北湖组成。喜鹊湖分为七个区：溱潼风貌园区、溱东居住园区、江苏旅游产品生产基地、溱湖贸易园区、喜鹊湖度假区、麋鹿故乡园区、生态农业园区，以及湖绿带与景路，溱湖旅游接待服务中心。

### 河横农业生态游
因为在提高粮食产量的同时成功地开展了环境保护工作，并广泛应用了湿地沼气池，姜堰市沈高镇河横村于1990年被联合国环境规划署（UNEP）授予全球500佳称号。

### 纪念馆
- 胡锦涛出生地
- 高二适纪念馆
- 黄龙士纪念馆
- 白马庙，中国海军诞生地（现属泰州市白马镇）

### 历史遗迹
- 天目山遗址，西周时期古城遗址，距今约3100年，为全国重点文物保护单位。建有遗址博物馆供参观。

## 教育
姜堰目前有233所幼儿园，280所小学，50所中学，其中，江苏省姜堰中学和江苏省姜堰市第二中学被授予“国家级示范性高中”称号。
- 江苏省姜堰中学
- 江苏省姜堰市第二中学
- 江苏省溱潼中学
- 姜堰区第二中学附属中学
- 姜堰区第四中学
- 姜堰区南苑学校
- 姜堰区励才实验学校
- 姜堰区蒋垛中学
- 姜堰区娄庄中学
- 姜堰区白米中学
- 姜堰区张甸中学
- 姜堰区罗塘高级中学(省姜堰中学分校)
- 沈高职业中学